# Iris sprengeri
Iris sprengeri là một loài thực vật có hoa trong họ Diên vĩ. Loài này được Siehe miêu tả khoa học đầu tiên năm 1904.